# Българска социалдемократическа партия (1891)
Българска социалдемократическа партия (БСДП) е лявоцентристка политическа партия в България, създадена от Димитър Благоев и Янко Сакъзов на Бузлуджанския конгрес от 1891 г.
Партията запазва това си име през следващите три годни – до 1894 г., когато се обединява с Българския социалдемократически съюз в Българска работническа социалдемократическа партия (БРСДП).

## История
Първият учредителен конгрес на Българската социалдемократическа партия се състои през 1891 г. (20 юли – Илинден, 2 август по нов стил). Сбирката е проведена на връх Бузлуджа.
Вторият конгрес на БСДП се провежда през 1892 г. в гр. Пловдив. По време на конгреса настъпва разцепление между две крила в партията. Групата около Димитър Благоев и Никола Габровски, която се придържа плътно към западноевропейската социалдемократическа идеология надделява и е взето решение за самостоятелно участие на партията в изборите за окръжни и общински съвети. Другото крило, около Янко Сакъзов, Константин Бозвелиев, Сава Мутафов и др., смята, че в слаборазвити страни без голяма работническа класа като България, социалистическото движение трябва да обхваща всички „производствени слоеве“. След конгреса тази група създава отделен Български социалдемократически съюз (БСДС).
Разцеплението в партията е последвано от остри полемики в печата между двете групи. На изборите през 1893 г. БСДП претърпява пълен провал, получавайки едва 570 гласа в цялата страна. Този неуспех смекчава позициите на Благоев и след продължителни преговори през 1894 г. двете организации се обединяват в Българска работническа социалдемократическа партия. Разногласията в нея обаче остават и през 1903 г. тя окончателно се разцепва.

## Общ съвет на БСДП
Общият съвет на БСДП е централен ръководен орган на Българската социалдемократическа партия. Избиран на конгресите на партията, като едновременно с това се определя и седалището му. Първият ОС, избран на Бузлуджанския конгрес, заседава в Търново.
ОС на БСДП има за задача да поддържа връзки с партийните дружинки в страната, да издава манифестите на партията, да поддържа международни връзки с други леви партии, да развива и разпространява идеите на БСДП. След споразумение с местните организации на партията, излъчва кандидати за парламентарни избори.
След обединението със „съюзистите“ в БРСДП дейността му се поема от Централния комитет на БРСДП.

## Участия в избори

### Парламентарни
| година   | избори           | гласове | % | резултат |
| -------- | ---------------- | ------- | - | -------- |
| юли 1893 | Народно събрание | 570     | – | 0 / 145  |